# BREM-4
BREM-4 je ukrajinské kolové obrněné opravárenské a evakuační vozidlo určené pro vyprošťování uvázlé a poškozené vojenské techniky (obrněných transportérů, bojových vozidel pěchoty apod.) i pod nepřátelskou palbou, vyvinuté na základě obrněného transportéru BTR-4. Zajišťuje nezbytné opravy a údržbu v polních podmínkách.

## Úkoly
Vozidlo je určené k plnění následujících úkolů:
- provádění technického průzkumu na bojišti ve dne i v noci;
- odtah vadných a poškozených exemplářů obrněných vozidel do nejbližších krytů a na shromaždiště poškozených vozidel (ZPPM);
- startování motorů servisovaných automobilů elektrickými a pneumatickými prostředky;
- pomoc posádkám při provádění běžných oprav;
- provádění zvedacích prací;
- vyprošťování obrněných vozidel, která uvízla nebo byla potopena, i při rušivé činnosti ze strany protivníka;
- pomoc s přechodem vodních překážek po dně;
- provádění svářečských a řezacích prací;
- výkopové a jiné zemní práce pro techniku ZPPM, úpravy vjezdů a sjezdů, samozakopávání a další.

## Konstrukce

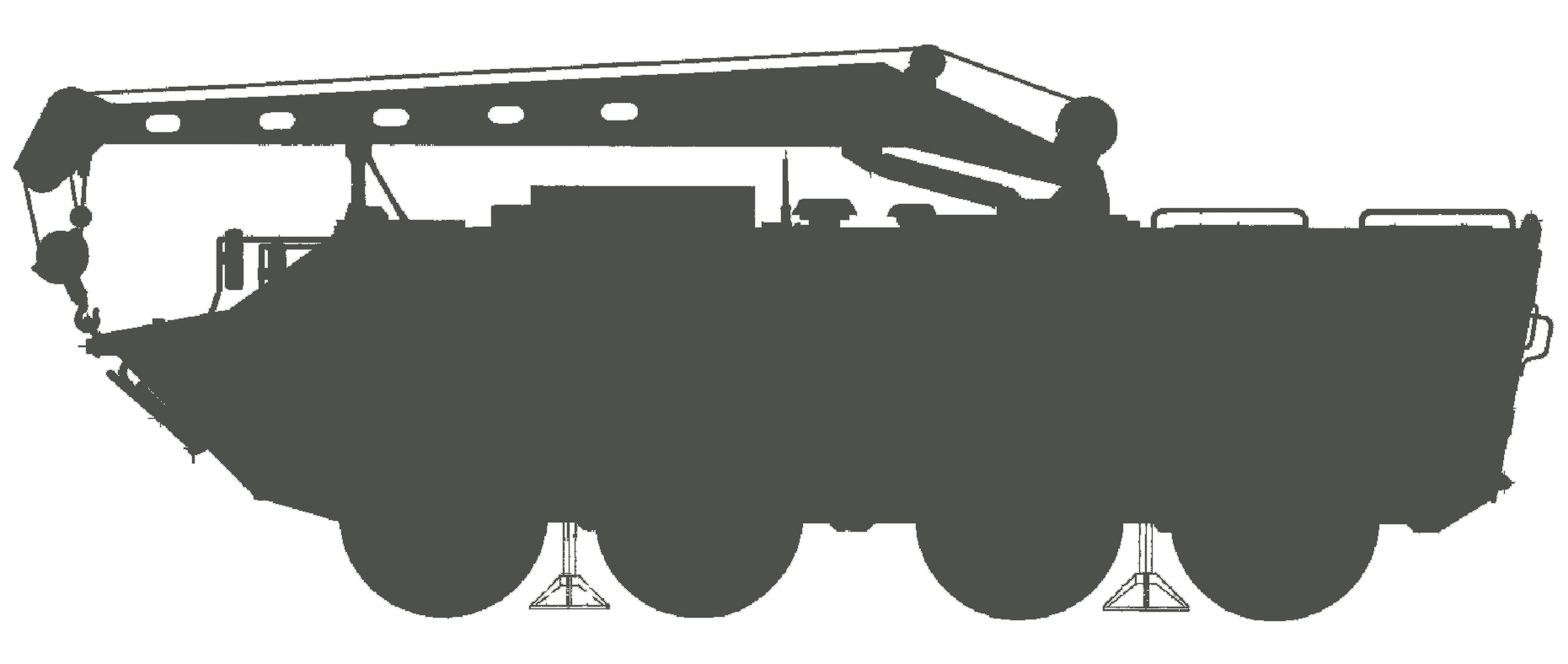
Silueta BREM-4

BREM-4 byl vytvořen Morozovovou strojírenskou konstrukční kancleláří v Charkově na základě ukrajinského kolového obrněného transportéru BTR-4 a může disponovat následující speciální výbavou: trakční naviják (s tažnou silou na laně až 6,8 tuny), jeřáb (s nosností do 3 t), elektrické svářecí zařízení (s proudem do 350 A), tažné prostředky a další. Pro vlastní obranu je vyzbrojeno kulometem.

## Technické údaje
- Hmotnost: 19 000–21 000 kg
- Posádka: 4 osoby (velitel stroje, řidič, montér, svářeč)
- Motor: 3TD-3A o výkonu 500 k (368 kW)
  - Automatická převodovka planetového typu
- Pomocný zdroj napájení: 2DT-AB[2]
- Délka: 8 200 mm
- Světlá výška: 475 mm
- Maximální rychlost na komunikaci: 100 km/h
- Rychlost pohybu po vodě: 8–10 km/h
- Dojezd na komunikaci: 700 km[3]

## Varianty
- BREM-4K – obrněné opravárenské a evakuační vozidlo vyrobené na export do Iráku.
- BREM-4RM – obrněné opravárenské a evakuační vozidlo užívané Ozbrojenými silami Ukrajiny od r. 2015[4]

## Uživatelé
- Irák
  - Irácké ozbrojené síly
- Ukrajina
  - Ukrajinské pozemní síly